# 吾亦紅 (曲)
「吾亦紅」（われもこう）は、作曲家である杉本真人が歌手すぎもとまさととして発表した楽曲。2007年2月21日発売。

## 背景
母を亡くした杉本が深く落胆している時に杉本の母と文通していたちあき哲也が「吾亦紅」を制作。ちあきに杉本が「『吾亦紅』は何と読むのか？」と質問すると、ちあきは「われもこう」と回答したという。ちあきの詞に杉本が曲を付けて自ら歌っている。
2007年「第58回NHK紅白歌合戦」に初出場。58歳8ヶ月での初出場は、日本人男性ソロ歌手としては最年長記録（当時）になる。これをきっかけに、すぎもとの歌手・作曲家としての認知を広げた曲。

## リリース
2007年2月21日にテイチクエンタテインメントからマキシシングルとして発売。オリジナル盤はすぎもとの写真が使われているジャケットでメロ譜のないものだったが、後に発売されたものは風景写真に差し替えメロ譜が付けられている。収録曲や品番に違いはない。
同年4月23日には、カセットテープとして再発売された。

## 記録
初回発売枚数はわずか258枚だったが、2007年3月に北海道のSTVラジオに於いて公開生放送の弾き語りライブをオンエアしたところ、放送中にもかかわらず問い合わせが殺到。徐々に人気を博し全国に飛び火した。
同年12月24日付のオリコン総合チャートで登場34週目にして7位を記録し、初のTOP10入りを果たした。紅白出場後その注目度は一気に高まり、総合チャートでも2位に記録を更新、演歌・歌謡チャートでは15週連続首位を記録するなど、記録的なヒットとなる。

## 収録曲
- 全作曲：杉本眞人

1. 吾亦紅
（作詞：ちあき哲也、編曲：すぎもとバンド）
2. ハートブレイク・ダンディー
（作詞：建石一、編曲：すぎもとバンド）
3. Bar スターライト［デュエット:KANA］
（作詞：星川裕二、編曲：千代正行）
4. 吾亦紅 (オリジナル・メロ入りカラオケ)
5. ハートブレイク・ダンディー (オリジナル・メロ入りカラオケ)
6. Bar スターライト (オリジナル・メロ入りカラオケ)

## タイアップ
| # | 曲名       | タイアップ                             | 出典  |
| - | ---------- | -------------------------------------- | ----- |
| 1 | 「吾亦紅」 | テレビ東京系『洋子の演歌一直線』挿入歌 | [ 5 ] |

## カバー
- 石原詢子 - DVD『デビュー20周年記念 石原詢子リサイタル〜今・感謝を込めて〜』(2009年)収録。